# Lisa Azuelos

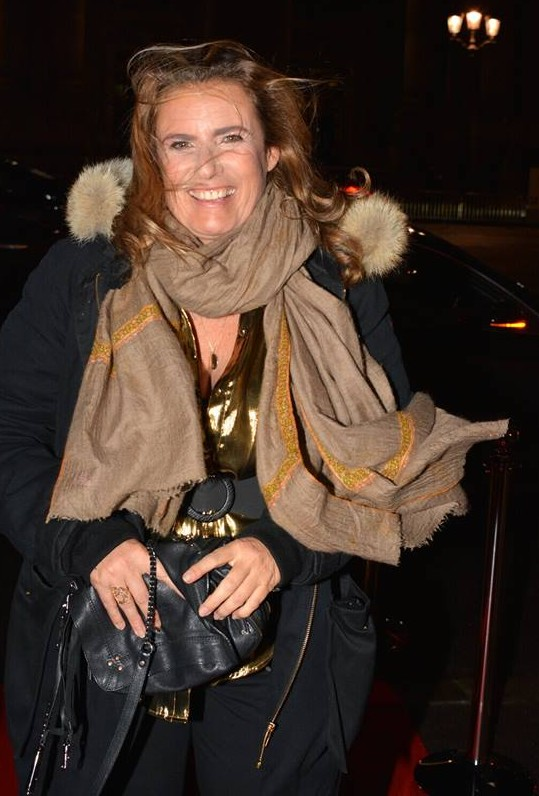
Lisa Azuelos

Lisa Azuelos (auch Lisa Alessandrin; * als Elise-Anne Bethsabée Azuelos am 6. November 1965 in Neuilly-sur-Seine, Hauts-de-Seine) ist eine französische Filmregisseurin, Drehbuchautorin und Schriftstellerin.

## Leben und Wirken
Azuelos ist eine Tochter der französischen Sängerin und Schauspielerin Marie Laforêt und von Judas Azuelos, eines sephardisch-marokkanischen Geschäftsmannes. Ihre Eltern trennten sich, als sie zwei Jahre alt war. Europäische Bekanntheit erlangte sie durch ihre Filmkomödie LOL (Laughing Out Loud) (2008) mit Sophie Marceau in einer der Hauptrollen. Der Versuch, diesen Erfolg 2012 mit dem US-amerikanischen Remake LOL zu wiederholen, scheiterte trotz der Mitwirkung bekannter Schauspieler wie Demi Moore und Miley Cyrus. In deutschen Lichtspielhäusern lief 2017 Dalida, Azuelos′ biografischer Spielfilm über das Leben der italienisch-französischen Sängerin Dalida.

## Filmografie
- 1993: Classe mannequin (Fernsehserie, zwei Folgen)
- 1995: Ainsi soient-elles – Drehbuch, Darstellerin
- 1996: La femme rêvée – Drehbuch (TV)
- 2001: 15 August – Drehbuch
- 2005: Cavalcade – Drehbuch
- 2006: Comme t’y es belle! – Drehbuch, Regie
- 2008: LOL (Laughing Out Loud) – Drehbuch, Regie, Darstellerin
- 2008: Victor – Drehbuch
- 2010: Tout ce qui brille – Koproduktion
- 2012: LOL – Drehbuch, Regie
- 2012: Max – Produktion
- 2012: Free the Nipple – Produktion
- 2012: 14 millions de cris – Regie, Drehbuch (Kurzfilm)
- 2014: Ein Augenblick Liebe (Une rencontre) – Regie, Drehbuch, Produktion, Darstellerin
- 2015: Der Vater meiner besten Freundin (Un moment d’égarement) – Drehbuch
- 2016: Dalida – Produktion, Regie
- 2019: Mon Bébé – Regie, Drehbuch, Produktion
- 2022: I Love America – Regie, Drehbuch

## Schriften
- 2004: Manuel à l’usage des filles qui auraient dû dire non